# Armageddon It
Armageddon It – piosenka zespołu Def Leppard, wydana w 1988 roku jako singel promujący album Hysteria.

## Znaczenie
Tytuł jest grą słów. Pojawia się w refrenie w wersach: „Our you getting it, armageddon it”.

## Teledysk
Do piosenki zrealizowano dwa teledyski w reżyserii Wayne'a Ishama. Pierwszy z nich został zrealizowany w dniach 12–13 lutego 1988 roku w McNichols Arena w Denver z przeznaczeniem na rynek brytyjski. Drugi z klipów, oparty na oryginalnym, zawierał dodatkowe sceny, dograne w październiku 1988 roku w Omni Arena w Atlancie, a gościnnie wystąpili w nim Isham, Ross Halfin i Lorelei Shellist. Teledysk ten był następnie odtwarzany w amerykańskim MTV.

## Wydanie i odbiór
Był to czwarty singel promujący album Hysteria. W wersji przeznaczonej na rynek brytyjski stronę B stanowił nowy utwór pt. „Ring of Fire”, zaś stronę A w celach promocyjnych zatytułowano „Armageddon It (The Atomic Mix)” mimo faktu, że była to wersja albumowa. Ponadto w Wielkiej Brytanii wydano edycję specjalną, zawierającą plakat zespołu i wyeksponowany napis „Armageddon It Is Here”. W Wielkiej Brytanii piosenka zajęła 20. miejsce na liście przebojów. W Stanach Zjednoczonych singel ukazał się pod koniec 1988 roku, a piosenka zajęła trzecią pozycję na liście Hot 100.
| Lista             | Pozycja | Źródło |
| ----------------- | ------- | ------ |
| Australia         | 34      | [ 4 ]  |
| Europa            | 72      | [ 5 ]  |
| Irlandia          | 11      | [ 6 ]  |
| Kanada            | 8       | [ 7 ]  |
| Nowa Zelandia     | 2       | [ 4 ]  |
| Stany Zjednoczone | 3       | [ 1 ]  |
| Wielka Brytania   | 20      | [ 1 ]  |